# Skagen Vippefyr
Skagen Vippefyr (deutsch Wippfeuer) war ein Leuchtfeuer in Skagen auf der dänischen Insel Vendsyssel-Thy.
Das originale „Vippefyr“, das erste seiner Art in Dänemark, wurde 1627 gebaut. An der gleichen Stelle steht heute eine von Carl Locher 1913 zum 500. Jubiläum von Skagen errichtete und 1958 restaurierte originalgetreue Kopie.
Das Wippfeuer ersetzte ein ehemaliges sogenanntes papegøjefyr (deutsch Papageienfeuer) und war bis 1747 in Betrieb, als der weiße Leuchtturm in Betrieb genommen wurde.

## Beschreibung
An einem Ende der Wippe hängt ein massiver Eisenkorb, der mit Brennholz gefüllt ist. Dieses wurde angezündet und der Korb mit der Wippe nach oben gezogen. Das Problem war, dass das Holz leicht die Balkenkonstruktion des Wippgestells in Brand setzte. Deshalb wurde sehr rasch auf Holzkohle umgestellt, die nicht so hoch aufflammte.
Das Wippfeuer brannte nur von März bis November, da Schifffahrt aufgrund schwerer Stürme in den Wintermonaten kaum stattfand. Das Wippfeuer war eine Hilfe, jedoch war die Reichweite sehr begrenzt. Auf Skagen war zudem nicht genügend Brennstoff für das Wippfeuer vorhanden.

## Papageienfeuer
Skagens allererster Leuchtturm war ein Papageienfeuer, das 1561 auf Befehl von König Friedrich II. vom 8. Juni 1560 errichtet wurde. Er befahl, Leuchtfeuer in Skagen, Anholt und Kullen zu errichten. Niemand weiß, wie die Papageienfeuer ausgesehen haben, aber sie waren vermutlich ein Vorläufer des Wippfeuers. Skagens erstes Papageienfeuer wurde rasch durch eine Laterne mit Tranlampe ersetzt. Dieses wurde ins Meer gespült und musste wieder aufgebaut werden.
Jens Pedersen Grove erfand das Wippfeuer, das über 100 Jahre in Gebrauch war. Heute wird das Wippfeuer an Mittsommernacht für die Touristen angezündet.